# Grand Prix automobile d'Italie 1996
GP précédent GP suivant
Le Grand Prix automobile d'Italie 1996 (Pioneer 67° Gran Premio d'Italia), disputé sur le circuit de Monza le 8 septembre 1996, est la 595e épreuve de l'histoire du championnat du monde de Formule 1 courue depuis 1950 et la quatorzième manche du championnat 1996.

## Classement

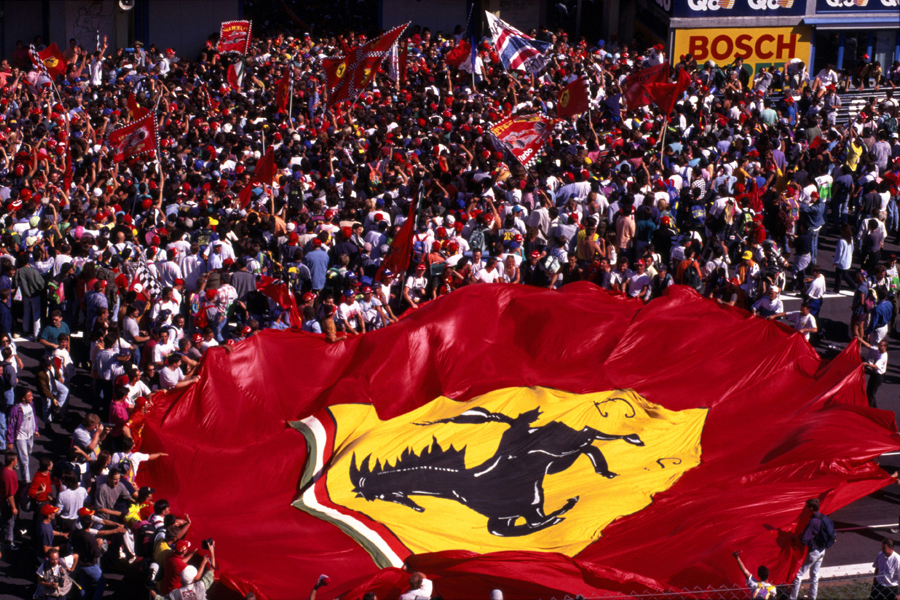
Tifosi au GP de Monza 1996.

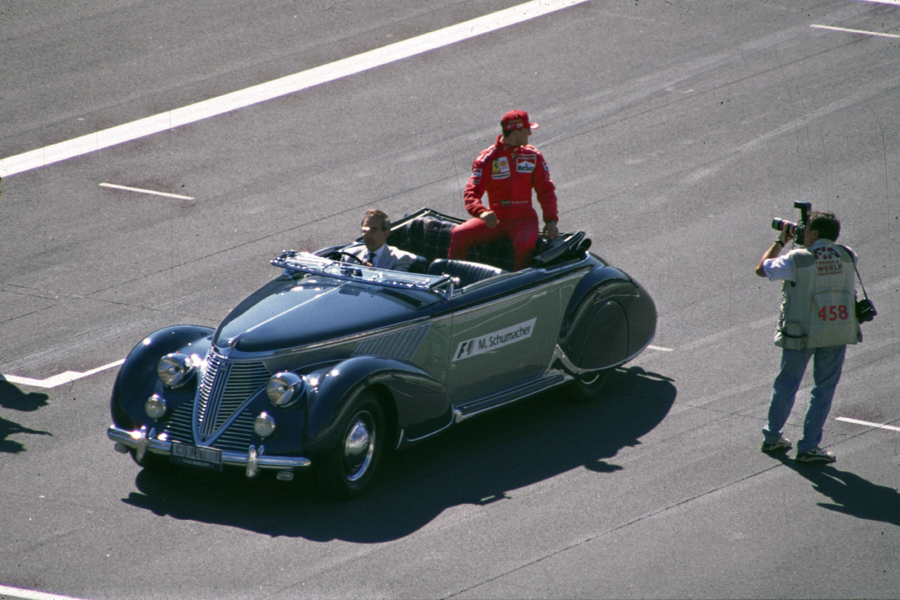
Michael Schumacher lors de la parade du Grand Prix.

| Pos. | No | Pilote                | Écurie             | Tours | Temps/Abandon                      | Grille | Points |
| ---- | -- | --------------------- | ------------------ | ----- | ---------------------------------- | ------ | ------ |
| 1    | 1  | Michael Schumacher    | Ferrari            | 53    | 1 h 17 min 43 s 632 (236,064 km/h) | 3      | 10     |
| 2    | 3  | Jean Alesi            | Benetton-Renault   | 53    | + 18 s 265                         | 6      | 6      |
| 3    | 7  | Mika Häkkinen         | McLaren-Mercedes   | 53    | + 1 min 06 s 635                   | 4      | 4      |
| 4    | 12 | Martin Brundle        | Jordan-Peugeot     | 53    | + 1 min 25 s 217                   | 9      | 3      |
| 5    | 11 | Rubens Barrichello    | Jordan-Peugeot     | 53    | + 1 min 25 s 475                   | 10     | 2      |
| 6    | 10 | Pedro Diniz           | Ligier-Mugen-Honda | 52    | + 1 tour                           | 14     | 1      |
| 7    | 6  | Jacques Villeneuve    | Williams-Renault   | 52    | + 1 tour                           | 2      |        |
| 8    | 17 | Jos Verstappen        | Arrows-Hart        | 52    | + 1 tour                           | 15     |        |
| 9    | 14 | Johnny Herbert        | Sauber-Ford        | 51    | Moteur                             | 12     |        |
| 10   | 18 | Ukyo Katayama         | Tyrrell-Yamaha     | 51    | + 2 tours                          | 16     |        |
| Abd. | 16 | Ricardo Rosset        | Arrows-Hart        | 36    | Accident                           | 19     |        |
| Abd. | 2  | Eddie Irvine          | Ferrari            | 23    | Accident                           | 7      |        |
| Abd. | 20 | Pedro Lamy            | Minardi-Ford       | 12    | Moteur                             | 18     |        |
| Abd. | 19 | Mika Salo             | Tyrrell-Yamaha     | 9     | Moteur                             | 17     |        |
| Abd. | 15 | Heinz-Harald Frentzen | Sauber-Ford        | 7     | Accident                           | 13     |        |
| Abd. | 5  | Damon Hill            | Williams-Renault   | 5     | Accident                           | 1      |        |
| Abd. | 21 | Giovanni Lavaggi      | Minardi-Ford       | 5     | Moteur                             | 20     |        |
| Abd. | 4  | Gerhard Berger        | Benetton-Renault   | 4     | Boîte de vitesses                  | 8      |        |
| Abd. | 9  | Olivier Panis         | Ligier-Mugen-Honda | 2     | Collision                          | 11     |        |
| Abd. | 8  | David Coulthard       | McLaren-Mercedes   | 1     | Accident                           | 5      |        |

## Pole position et record du tour
- Pole position : Damon Hill en 1 min 24 s 204 (vitesse moyenne : 246,687 km/h).
- Meilleur tour en course : Michael Schumacher en 1 min 26 s 110 au 50e tour (vitesse moyenne : 241,226 km/h).

## Tours en tête
- Damon Hill : 5 (1-5)
- Jean Alesi : 25 (6-30)
- Michael Schumacher : 23 (31-53)

## Statistiques
- 22e victoire pour Michael Schumacher.
- 108e victoire pour Ferrari en tant que constructeur.
- 108e victoire pour Ferrari en tant que motoriste.
- Jean Alesi passe le cap des 1 000 km en tête d'un Grand Prix (1 084 km).